# Denosumab
Denosumabul (cu denumirile comerciale Prolia și Xgeva) este un anticorp monoclonal uman utilizat în tratamentul osteoporozei, al demineralizării osoase, al metastazelor osoase și al tumorilor osoase cu celule gigante. Calea de administrare disponibilă este cea subcutanată.
Este contraindicat pacienților cu hipocalcemie. Cele mai comune reacții adverse sunt durerile articulare și musculare a nivelul mâinilor și picioarelor.
Denosumab acționează ca inhibitor al receptorilor RANKL, prevenind dezvoltarea de osteoclaste, celule care sunt implicate în distrugerea oaselor. A fost dezvoltat de compania Amgen.

## Utilizări medicale
Denosumab este utilizat în tratamentul osteoporozei la femeile în perioada de postmenopauză și la bărbații cu risc crescut de fracturi. De asemenea, mai este indicat în tratamentul pierderii de masă osoasă asociată cu ablația hormonală la bărbații cu cancer de prostată și al pierderii de masă osoasă asociată cu terapia sistemică pe termen lung cu glucocorticoizi, la pacienții cu risc crescut de fracturi.